# Vjosa Osmani
Vjosa Osmani-Sadriu (Kosovska Mitrovica, 1982. május 17. –) koszovói jogász, politikus, 2021. április 4-e óta a Koszovói Köztársaság elnöke.
Kosovska Mitrovicában nőtt fel. Jogi tanulmányait Pristinában valamint az Amerikai Egyesült Államokban, Pittsburgh-ben végezte. Mielőtt országgyűlési képviselőnek választották, az államelnök mellett tanácsadóként dolgozott. 2020. februártól 2021. márciusig az országgyűlés elnöke volt, és 2020. novembertől, Hashim Thaçi lemondásától 2021. márciusig az ideiglenesen az államfői tisztséget is betöltötte. Elnökké választásakor Osmani lett az ország legfiatalabb elnöke, és a második nő ebben a tisztségben.
Hivatalba lépésekor Osmani kifejezte óhaját a Koszovó és Szerbia közötti kapcsolatok rendezésére.

## Családja és tanulmányai
1982. május 17-én született az akkor a Jugoszláv Szocialista Szövetségi Köztársasághoz tartozó Kosovska Mitrovicában. Elemi és középiskolai tanulmányait szülővárosában végezte. A koszovói háborút kamaszként élte át, amiről azt mondta, hogy még mindig érzi a szájában az AK–47-es csövét, amelyet egy katona belekényszerített, amikor betörtek otthonukba.
Jogászként végzett a Pristinai Egyetemen, majd a University of Pittsburgh School of Law-n folytatta tanulmányait, ahol 2005-ben LLM fokozatot és 2015-ben doktorátust szerzett. Doktori értekezése az ENSZ-egyezmény az áruk nemzetközi adásvételére vonatkozó szerződésekről koszovói alkalmazhatóságáról szólt, mivel az ország jogi státusa megváltozott az egyezmény 1988-as hatályba lépése óta.

## Pályafutása

### Egyetemi
Osmani tanársegéd volt a Pristinai Egyetemen, előadó a Rochester Institute of Technology Kosovon, és vendégprofesszor a Pittsburgh-i Egyetemen.

### Politikai

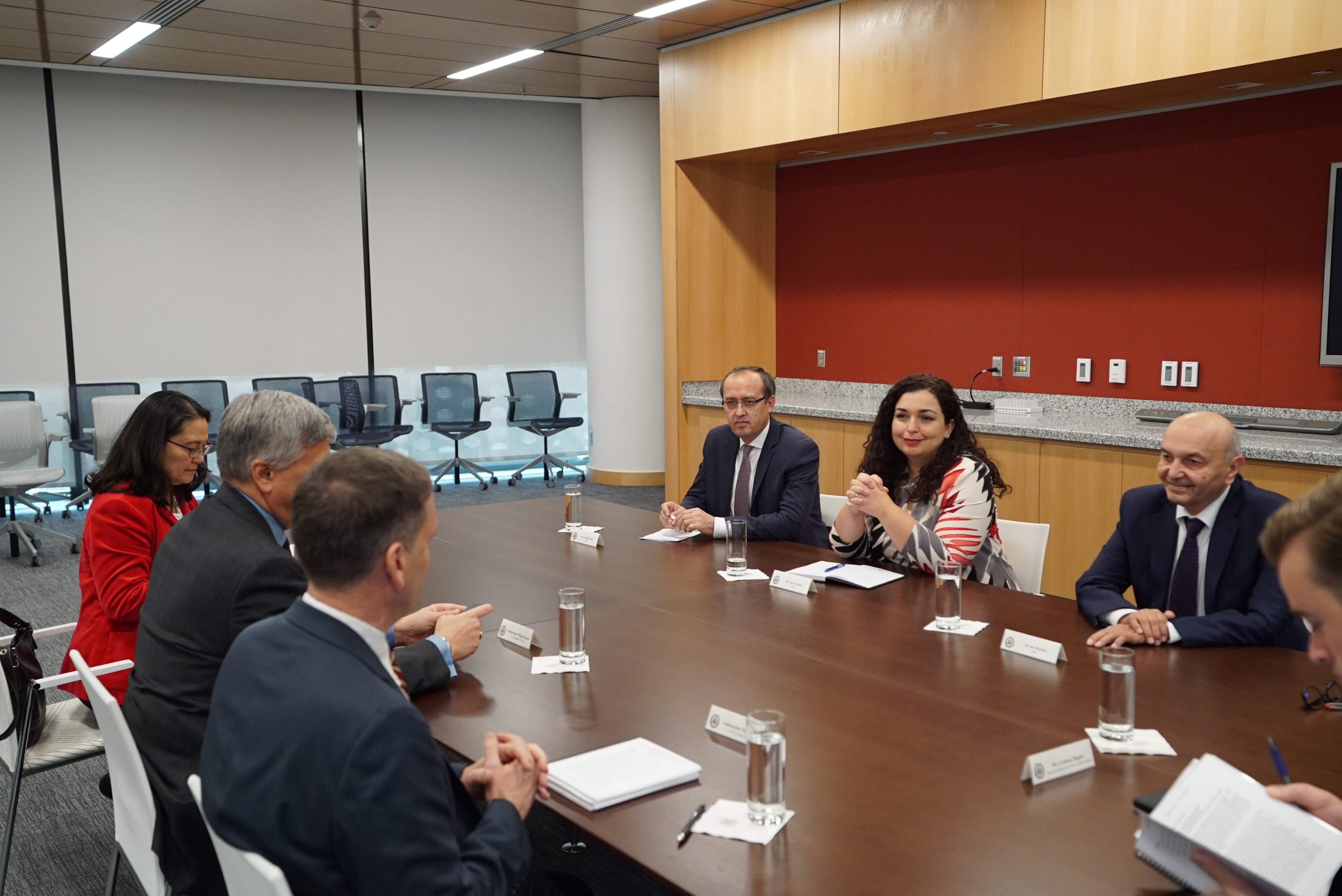
Isa Mustafa miniszterelnökkel és az USAID igazgatójával, Mark Greennel (2019)

Tizenévesként a jobbközép Koszovói Demokratikus Liga (LDK) aktivistája volt. 2009. augusztus 27-én az akkori államfő, Fatmir Sejdiu csapatának vezetője lett, majd jogi és külügyi tanácsadóként is dolgozott mellette. Három cikluson keresztül országgyűlési képviselő volt.
Az elnök képviseletében részt vett az alkotmányozó bizottság munkájában, és ő képviselte Koszovót a Nemzetközi Bíróságon Koszovó függetlenségének ügyében.
Parlamenti képviselőként a külügyi és az európai integrációs bizottságok elnökeként tevékenykedett, emellett az alkotmány reformjával foglalkozó bizottság alelnöke volt.
2014-ben összeütközésbe került az LDK vezetésével, beleértve a párt vezetőjét, Isa Mustafát is, mert Osmani kritizálta, hogy az LDK koalíciós kormányt alakított régi vetélytársával, a Koszovói Demokratikus Párttal (PDK), megszegve ezzel egy korábbi ígéretet. Osmani bojkottálta a 2016-os elnökválasztást is, amelynek során a PDK vezetőjét, Hashim Thaçit választották meg a koalíciós alku részeként.

#### 2019-es parlamenti választás
A 2019-es parlamenti választásokon Osmanit lehetséges miniszterelnöknek tekintették. A választási kampány során azt mondta, hogy a koszovói nép készen áll egy női miniszterelnökre, hogy harcolna a korrupicó ellen és reformokat hajtana végre a szabad piac érdekében. A választáson 176 016 szavazatot szerzett, és vesztett Albin Kurtival, a baloldali Vetëvendosje vezetőjével szemben.
2020. június 20-án Osmanit elmozdították az LDK frakcióvezetői tisztségéből, miután a párt vezetője, Isa Mustafa lemondásra szólította fel a párthatározatokkal való nyilvános szembefordulása miatt. Osmani 2020. szeptember 7-én kilépett az LDK-ból, mondván, hogy a párt nem hagyott neki más választási léehetőséget, de hozzátette, hogy a párt esetleges megújulása esetén visszatérne.

#### Ügyvezető elnökként
2020-ban, miután Thaçi elnök lemondott tisztségéről, Osmanit jelölték ki ügyvezető elnöknek.
A 2021-es parlamenti választásokra készülve 2021. január 2-án Osmani bejelentette, hogy saját pártot alapít Guxo néven. Ezen kívül szövetkezett a Vetëvendosje párttal, amellyel közös korrupcióellenes programot hirdettek. A két párt hatalmas arányú győzelmet aratott, és Osmani személyesen több mint 300 000 szavazatot szerzett.

#### Elnökként
2021. április 4-én a koszovói parlament harmadik körben Osmanit választotta államfővé. Noha a két ellenzéki párt, a PDK és az és a Szövetség Koszovó Jövőjéért, valamint koszovói szerb kisebbséget képviselő Szerb Lista bojkottálta az elnökválasztást, a 120 képviselőből 82-en szavaztak a rendkívüli ülés második napján. Osmani 71 szavazattal, 11 érvénytelen szavazat mellett nyert, és még aznap letette a hivatali esküt, így Koszovó másodiknői elnöke lett. Osmani azt mondta, hogy reményei szerint a Koszovó és Szerbia közötti kapcsolatok normalizálódnak, egyúttal felszólította Belgrádot, hogy kérjen bocsánatot a háborúért, amely Koszovó függetlenségéhez vezetett, és indítson eljárást a háborús bűnösök ellen.
A hivatali eskü letétele előtt Osmani lemondott a Guxo vezetéséről, mivel a koszovói alkotmány tiltja, hogy az államfő politikai párt tisztségviselője legyen.

## Magánélete
2012-ben házasodott össze Prindon Sadriuval, a külügyminisztérium alkalmazottjával. Két ikerlányuk van. Osmani albán, angol, szerb, spanyol és török nyelven beszél.

## Művei
Több könyvet, cikket, monográfiát és tanulmányt jelentetett meg a nemzetközi és a kereskedelmi jog területén, albán és angol nyelven.
- Monograph: "Street Children in Kosovo"; Finnish Human Rights Program in Kosovo in Three Languages (English, Albanian, Serbian), 2004
- Arbitration - A Guide for Judges and Practitioners; USAID, 2008
- Bar Exam Manual - Section on Commercial Law; co-author; UNDP and Kosovo Chamber of Advocates, 2008
- Business Law - Authorized Lectures; Riinvest University, Kosovo, 2008
- The Big Impact of a Small Program on the Development of Rule of Law in Kosovo (in "The Export of Legal Education: Promoting and Impacting Transition Countries); Ashgate, 2009
- Representing Kosovo before the International Court of Justice; Center for International Legal Education (CILE Notes), September 2010, University of Pittsburgh School of Law
- Balkans - Foreign Affairs, Politics and Socio-Cultures (co-author of section of Kosovo's Foreign Policy); EPOKA University Publications, Tirana, October 2011; ISBN 978-9928-4044-4-2
- Kosovo's foreign policy: Five Years On (in "Political Thought: Foreign Policy and Aspects of International Diplomacy", co-author; 2011, No 43, September 2013; Konrad Adenauer Stiftung)
- The Role of Parliamentary Diplomacy in Shaping the Foreign Policy of the Republic of Kosovo; University of Pittsburgh, Law Review, except publication: FALL, 2014

## Fordítás
- Ez a szócikk részben vagy egészben  a   Vjosa Osmani című angol Wikipédia-szócikk ezen változatának fordításán alapul.  Az eredeti cikk szerkesztőit annak laptörténete sorolja fel. Ez a jelzés csupán a megfogalmazás eredetét és a szerzői jogokat jelzi, nem szolgál a cikkben szereplő információk forrásmegjelöléseként.